# 1249 w polityce

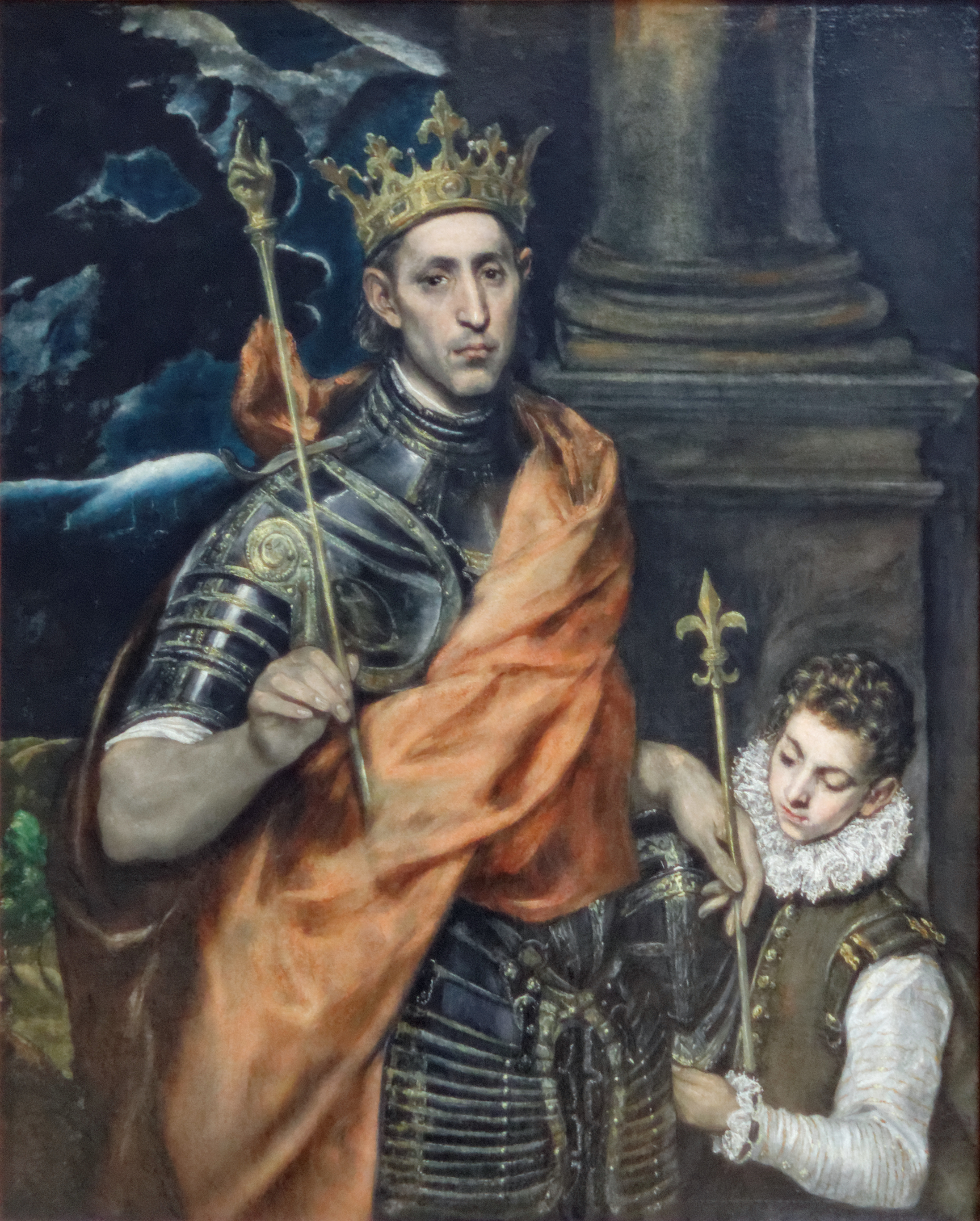
El Greco, Portret Ludwika IX Świętego

Wydarzenia polityczne w 1249 roku.
.

## Wydarzenia
- Krzyżacy zawarli układ z Prusami w Kiszporku[1].
- Ludwik IX Święty[2] zdobył Damiettę.
- Ludwik IX Święty dostał się do niewoli arabskiej.
- Bolesław II Rogatka przekazał ziemię lubuską Brandenburczykom[3].